# Notre-Dame-des-Landes
Pour les articles homonymes, voir Notre-Dame.
Cet article concerne la commune. Pour le projet d'aéroport, voir Projet d'aéroport du Grand Ouest.
Notre-Dame-des-Landes est une commune de l'Ouest de la France, située dans le département de la Loire-Atlantique, en région Pays de la Loire.
Ses habitants sont appelés les Landais.
La commune fait partie de la Bretagne historique, dans le pays historique du pays nantais. Créée au milieu du XIXe siècle, elle a conservé depuis l'origine un caractère rural et une économie dominée par l'agriculture et l'élevage.
Au début des années 1970, la conception d'un projet d'aéroport sur les terres de la commune est lancée, ce qui a laissé entrevoir une possibilité de bouleversement, mais a aussi protégé le bocage de tout remembrement.
Au début des années 2000, le projet d'aéroport du Grand Ouest est relancé, amplifiant dans les années 2010 le conflit d'aménagement qui lui est liée entraînant la mise en place d'une ZAD par des citoyens. Il est définitivement abandonné le 17 janvier 2018.

## Géographie

### Situation

Situation de la commune de Notre-Dame-des-Landes dans le département de la Loire-Atlantique.

Notre-Dame-des-Landes est située au nord de l'estuaire de la Loire, à 25 km au nord-ouest de Nantes, à proximité de la voie express Nantes-Rennes.

### Communes limitrophes
Les communes limitrophes sont Blain, Fay-de-Bretagne, Grandchamp-des-Fontaines, Héric et Vigneux-de-Bretagne.
|                 | Blain                 | Héric                    |
| Fay-de-Bretagne | Notre-Dame-des-Landes |                          |
|                 | Vigneux-de-Bretagne   | Grandchamp-des-Fontaines |

### Géologie et relief
Notre-Dame-des-Landes est située dans le massif armoricain, sur le versant nord-est du Sillon de Bretagne. Le territoire est très légèrement vallonné, et plus élevé au sud-est. L'altitude minimale de la commune est de 29 m et l'altitude maximale de 82 m pour une moyenne de 59 m.

### Hydrographie
La commune est longée au nord-ouest par le ruisseau le Plongeon qui coule du sud-ouest vers le nord-est. Les autres ruisseaux s'écoulent globalement dans la même direction, à l'exception du ruisseau de l'Épine, qui traverse le centre du territoire communal dans le sens sud-est-nord-ouest.

### Climat
Pour des articles plus généraux, voir Climat des Pays de la Loire et Climat de la Loire-Atlantique.
En 2010, le climat de la commune est de type climat océanique franc, selon une étude du CNRS s'appuyant sur une série de données couvrant la période 1971-2000. En 2020, Météo-France publie une typologie des climats de la France métropolitaine dans laquelle la commune est exposée à un climat océanique et est dans la région climatique Bretagne orientale et méridionale, Pays nantais, Vendée, caractérisée par une faible pluviométrie en été et une bonne insolation.
Pour la période 1971-2000, la température annuelle moyenne est de 11,8 °C, avec une amplitude thermique annuelle de 13,2 °C. Le cumul annuel moyen de précipitations est de 795 mm, avec 12,4 jours de précipitations en janvier et 6,5 jours en juillet. Pour la période 1991-2020, la température moyenne annuelle observée sur la station météorologique de Météo-France la plus proche, sur la commune de Blain à 11 km à vol d'oiseau, est de 12,1 °C et le cumul annuel moyen de précipitations est de 837,6 mm,. Pour l'avenir, les paramètres climatiques de la commune estimés pour 2050 selon différents scénarios d'émission de gaz à effet de serre sont consultables sur un site dédié publié par Météo-France en novembre 2022.

### Transports
Notre-Dame-des-Landes est desservie par la ligne de car 371 du réseau Aléop, qui relie Nantes à Guémené-Penfao.
Le territoire de la commune est traversé, au nord, par la D16, qui rejoint la voie express Nantes-Rennes (N137). Le bourg est desservi par la D42, tandis que la D81, reliant Fay-de-Bretagne à Vigneux-de-Bretagne, traverse le sud-ouest de la commune.

## Urbanisme

### Typologie
Au 1er janvier 2024, Notre-Dame-des-Landes est catégorisée commune rurale à habitat dispersé, selon la nouvelle grille communale de densité à sept niveaux définie par l'Insee en 2022.
Elle est située hors unité urbaine. Par ailleurs la commune fait partie de l'aire d'attraction de Nantes, dont elle est une commune de la couronne,. Cette aire, qui regroupe 116 communes, est catégorisée dans les aires de 700 000 habitants ou plus (hors Paris),.

### Occupation des sols

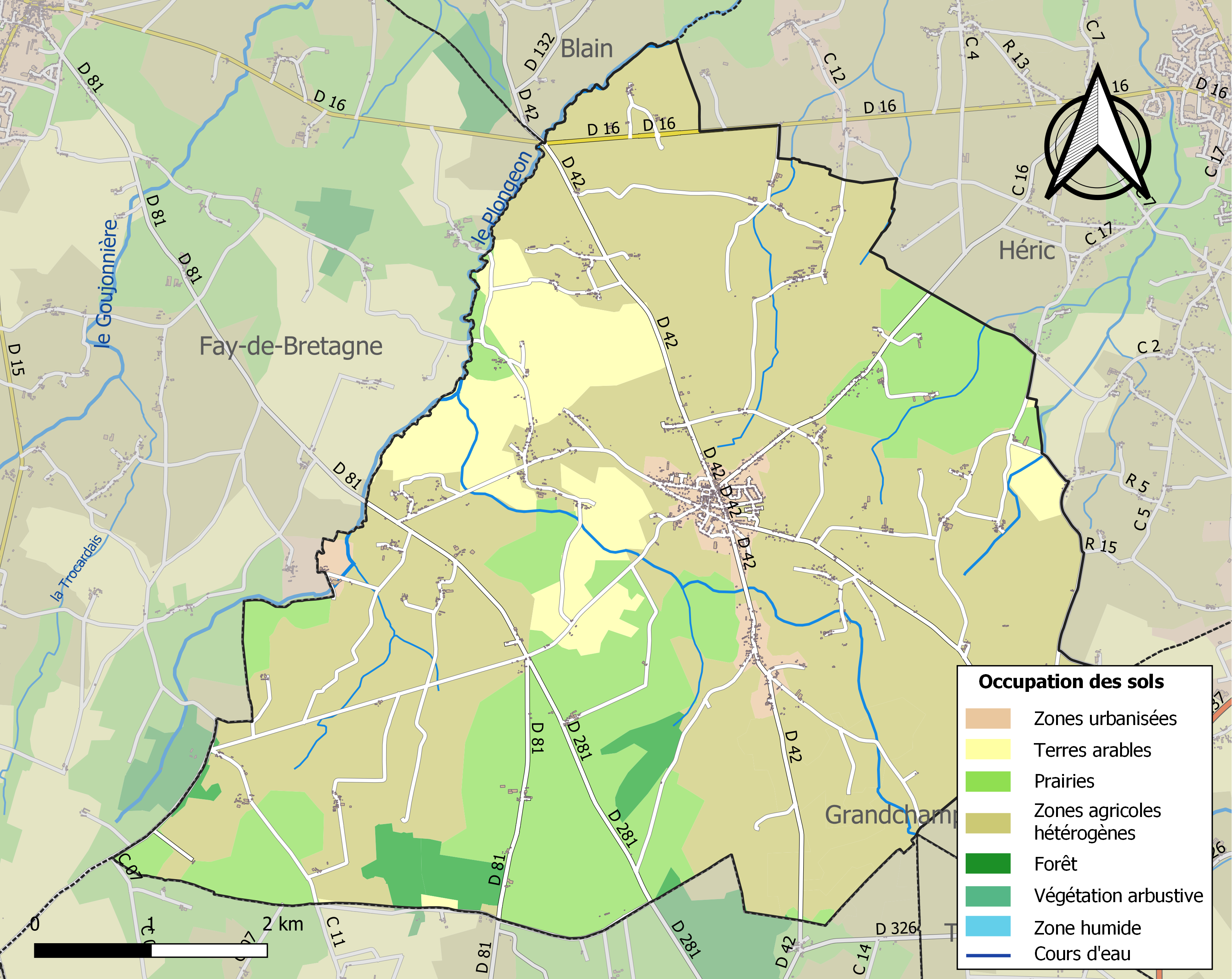
Carte des infrastructures et de l'occupation des sols de la commune en 2018 (CLC).

Le tableau ci-dessous présente l'occupation des sols de la commune en 2018, telle qu'elle ressort de la base de données européenne d’occupation biophysique des sols Corine Land Cover (CLC).
| Type d’occupation                                                                   | Pourcentage | Superficie (en hectares) |
| ----------------------------------------------------------------------------------- | ----------- | ------------------------ |
| Tissu urbain discontinu                                                             | 2,3 %       | 85                       |
| Équipements sportifs et de loisirs                                                  | 0,3 %       | 12                       |
| Terres arables hors périmètres d'irrigation                                         | 9,8 %       | 368                      |
| Prairies et autres surfaces toujours en herbe                                       | 21,1 %      | 795                      |
| Systèmes culturaux et parcellaires complexes                                        | 57,9 %      | 2178                     |
| Surfaces essentiellement agricoles interrompues par des espaces naturels importants | 6,1 %       | 230                      |
| Forêts de feuillus                                                                  | 0,8 %       | 31                       |
| Forêts de conifères                                                                 | 0,8 %       | 29                       |
| Forêts mélangées                                                                    | 0,9 %       | 32                       |
| Source : Corine Land Cover                                                          |             |                          |

L' occupation des sols montre la nette prédominance des territoires agricoles (94,9 %) sur les espaces artificialisés (2,6 %) et les forêts et milieux semi-naturels (2,5 %). Les territoires agricoles ont conservé en grande partie leur structure bocagère.

### Projet d'aéroport du Grand Ouest

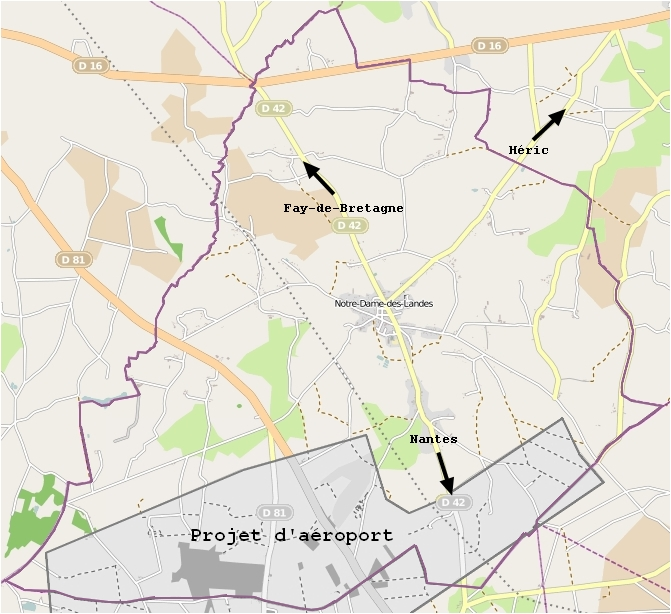
Schéma du projet d'implantation de l'aéroport sur la commune.

L'implantation de l'aéroport du Grand Ouest au sud du bourg de Notre-Dame-des-Landes est envisagée depuis le milieu des années 1960. La crise pétrolière des années 1970 met ce projet en veille mais il est réactivé en 2000 sous le gouvernement Lionel Jospin. Le 15 octobre 2003, le gouvernement donne son accord au lancement des études en vue de la procédure de déclaration d'utilité publique. Fin 2007, le projet est confirmé, en dépit du Grenelle de l'environnement annonçant le gel de toute nouvelle structure aéroportuaire. Le décret en Conseil d'État est publié au Journal officiel du 10 février 2008.
Il est soutenu par certains élus et groupes politiques influents comme le Parti socialiste et l'UMP et par des groupements d'intérêt économique, qui y voient un levier de développement pour l'économie de la région ; mais il fait aussi l'objet de contestations émanant de nombreux citoyens, élus locaux, d'un syndicat d'agriculteurs (Confédération paysanne), d'associations de défense de l'environnement et de groupes politiques (Verts, MoDem, Les Alternatifs, Parti de gauche), qui estiment notamment que l'aéroport actuel de Nantes-Atlantique est suffisant et que ce nouvel aéroport représenterait un gâchis aussi bien en matière d'argent public que de terres agricoles. Enfin, la mise en danger de la biodiversité unique offerte par la zone humide, qui est la seule en France dont les bocages ont été préservés de la sorte.
Le 17 janvier 2018, le projet de construction d'un nouvel aéroport est définitivement abandonné.

## Toponymie
Notre-Dame-des-Landes est un regroupement de hameaux. La commune n'est à l'origine qu'une vaste lande et à l'endroit du bourg il n'y a qu'une seule ferme au lieu-dit de la Primaudière. Elle voit son bourg naitre autour de l'église paroissiale construite au milieu des landes de la Primaudière sur décision de l'abbé Bidet sur une partie des territoires des communes Fay-de-Bretagne et Héric. La première pierre est posée le 8 octobre 1846 et la paroisse devient une commune le 16 septembre 1871.
Notre-Dame-des-Landes est une commune récente et voit son toponyme dater de la fondation de la paroisse en l'an 1847.
En gallo, la langue d'oïl locale, deux variantes du nom de la commune ont été relevées : [nɔtəʁdɛ̃m] 
ou [nɔtəʁdam]. Le nom s'écrit Not·rdinm ou Not·rdam dé Laundd en écriture MOGA ou Notr-Dame ou Notr-Dame dés Laondes selon l'écriture ABCD.
En breton, son nom est Kernitron-al-Lann depuis la fin du XXe siècle.

## Histoire
Le territoire de l'actuelle commune était englobé dans le royaume puis duché de Bretagne au IXe siècle. Comme toute la Bretagne, la région est intégrée au royaume de France par le traité d'union de la Bretagne à la France en 1532.
Au XVIIe siècle, Fay dépendait des seigneurs de Rohan (marquisat de Blain). Mais la plus grande partie de ce qui allait devenir la commune de Notre-Dame-des-Landes dépendait de la châtellenie du Gâvre, qui était alors domaine royal.
La zone était peu peuplée, le territoire n'était qu'une lande et une seule ferme existait en lieu et place du bourg.
Lors de la Révolution française, une partie importante de la population du territoire rejoint les insurgés contre le pouvoir révolutionnaire.
La paroisse est fondée en 1847 ; une église est construite de 1846 à 1854. La commune est érigée en 1871, par démembrement de celles de Fay-de-Bretagne (deux tiers du territoire de la nouvelle commune) et d'Héric (un tiers).
En 1901, la ligne de chemin de fer Beslé à Blain (se prolongeant avec la ligne de La Chapelle-sur-Erdre) traverse la commune, qui, en 1930, bénéficie de trois rotations ferroviaires journalières vers et en provenance de Nantes. Notre-Dame-des-Landes reste cependant rurale jusqu'au XXIe siècle.
Pendant la guerre 39-45, les Américains avaient installé un petit aérodrome de campagne en forêt de Rohanne où décollaient de petits avions légers d'observation qui surveillaient la poche de Saint Nazaire.
L'expansion urbaine de Nantes ne modifie pas la structure de la commune, notamment en raison de la création d'une réserve foncière liée au projet d'aéroport qui voit le jour en 1972.
À partir de 2009, l'opposition au projet d'aéroport du grand Ouest entraîne l'arrivée de plusieurs centaines de personnes sur la commune, qui occupent la zone d'aménagement différée, renommée en zone à défendre, la ZAD de Notre-Dame-des-Landes. Une importante opération policière a lieu entre octobre et avril 2012 pour tenter d'expulser les habitants, mais échoue. En 2018, le gouvernement abandonne le projet d'aéroport, et une nouvelle tentative d'expulsion a lieu. La ZAD est le terrain d'expérimentations sociales, agricoles et se veut une nouvelle façon d'habiter le territoire.

## Politique et administration
Notre-Dame-des-Landes est située dans le canton de Nort-sur-Erdre (canton de Blain avant 2015), arrondissement de Châteaubriant-Ancenis, dans le département de la Loire-Atlantique (région Pays de la Loire).
Comme pour toutes les communes françaises comptant entre 1 500 et 2 499 habitants, le conseil municipal est constitué de quinze membres en 2012.

### Liste des maires

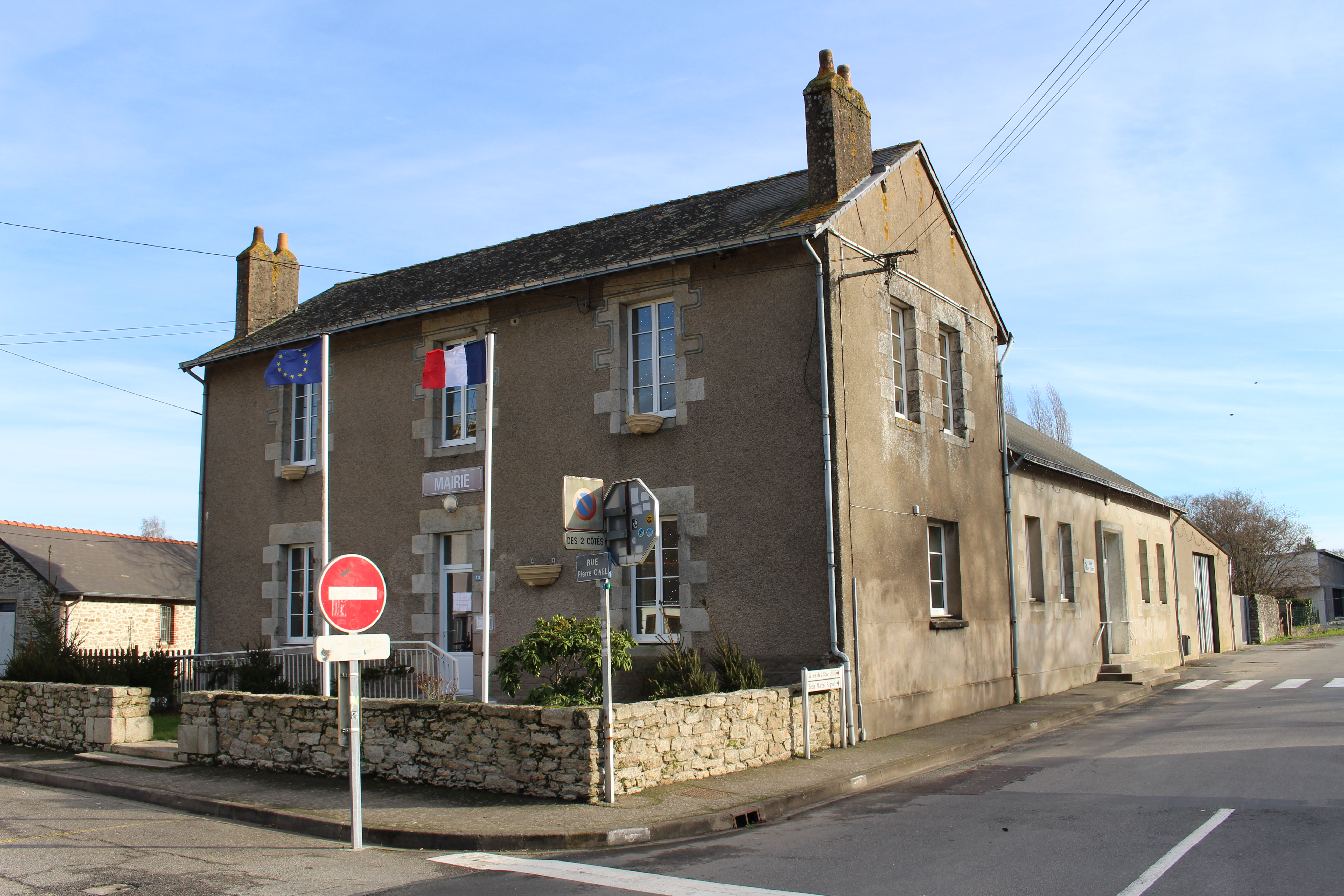
La mairie.

| Période                                  | Période                | Identité                         | Étiquette   | Qualité                     |
| ---------------------------------------- | ---------------------- | -------------------------------- | ----------- | --------------------------- |
| Les données manquantes sont à compléter. |                        |                                  |             |                             |
| ?                                        | ?                      | M. Fourage                       |             |                             |
| 1876                                     | septembre 1906 (décès) | Guillaume Legoux (1848-1906)     | Républicain | Cultivateur                 |
| novembre 1906                            | mars 1911 (décès)      | Pierre Legoux Frère du précédent | Républicain |                             |
| mai 1912                                 | mai 1935               | François Renaud                  |             |                             |
| mai 1935                                 | mars 1965              | Pierre Civel                     |             | Conseiller d'arrondissement |
| mars 1965                                | mars 1971              | Louis Guillard                   |             |                             |
| mars 1971                                | mars 1983              | Pierre Guillard                  |             | Entrepreneur                |
| mars 1983                                | mars 2001              | Maurice Legoux                   |             | Employé de bureau           |
| mars 2001                                | mars 2008              | Louis Cercleron                  |             |                             |
| mars 2008                                | juillet 2025           | Jean-Paul Naud                   | SE-DVD      | Cadre bancaire              |
| août 2025                                | En cours               |                                  |             |                             |

### Intercommunalité
Notre-Dame-des-Landes fait partie de la communauté de communes d'Erdre et Gesvres, qui est constituée de douze communes de la Loire-Atlantique, regroupées autour de Grandchamp-des-Fontaines. La commune est représentée au conseil intercommunal par trois élus communautaires titulaires (dont le maire) et deux suppléants.

## Population et société

### Démographie
Selon le classement établi par l'Insee, Notre-Dame-des-Landes fait partie de l'aire urbaine et de la zone d'emploi de Nantes et du bassin de vie de Treillières. Elle n'est intégrée dans aucune unité urbaine. Toujours selon l'Insee, en 2010, la répartition de la population sur le territoire de la commune était considérée comme « peu dense » : 90 % des habitants résidaient dans des zones « peu denses »  et 10 % dans des zones « très peu denses ».

#### Évolution démographique
L'évolution du nombre d'habitants est connue à travers les recensements de la population effectués dans la commune depuis 1872. Pour les communes de moins de 10 000 habitants, une enquête de recensement portant sur toute la population est réalisée tous les cinq ans, les populations de référence des années intermédiaires étant quant à elles estimées par interpolation ou extrapolation. Pour la commune, le premier recensement exhaustif entrant dans le cadre du nouveau dispositif a été réalisé en 2006.

En 2022, la commune comptait 2 335 habitants, en évolution de +8,91 % par rapport à 2016 (Loire-Atlantique : +6,68 %, France hors Mayotte : +2,11 %).
| 1872  | 1876  | 1881  | 1886  | 1891  | 1896  | 1901  | 1906  | 1911  |
| ----- | ----- | ----- | ----- | ----- | ----- | ----- | ----- | ----- |
| 1 785 | 1 860 | 1 898 | 1 921 | 1 914 | 1 884 | 1 814 | 1 880 | 1 832 |

| 1921  | 1926  | 1931  | 1936  | 1946  | 1954  | 1962  | 1968  | 1975  |
| ----- | ----- | ----- | ----- | ----- | ----- | ----- | ----- | ----- |
| 1 562 | 1 525 | 1 471 | 1 461 | 1 403 | 1 276 | 1 187 | 1 127 | 1 112 |

| 1982  | 1990  | 1999  | 2006  | 2011  | 2016  | 2021  | 2022  | - |
| ----- | ----- | ----- | ----- | ----- | ----- | ----- | ----- | - |
| 1 274 | 1 527 | 1 650 | 1 839 | 2 007 | 2 144 | 2 310 | 2 335 | - |

#### Pyramide des âges
La population de la commune est relativement jeune.
En 2018, le taux de personnes d'un âge inférieur à 30 ans s'élève à 42,4 %, soit au-dessus de la moyenne départementale (37,3 %). À l'inverse, le taux de personnes d'âge supérieur à 60 ans est de 15,0 % la même année, alors qu'il est de 23,8 % au niveau départemental.
En 2018, la commune comptait 1 147 hommes pour 1 076 femmes, soit un taux de 51,6 % d'hommes, largement supérieur au taux départemental (48,58 %).
Les pyramides des âges de la commune et du département s'établissent comme suit.
| Hommes | Classe d’âge | Femmes |
| ------ | ------------ | ------ |
| 0,1    | 90 ou +      | 0,4    |
| 5,2    | 75-89 ans    | 5,2    |
| 9,9    | 60-74 ans    | 9,2    |
| 18,6   | 45-59 ans    | 19,4   |
| 23,2   | 30-44 ans    | 24,0   |
| 17,0   | 15-29 ans    | 16,8   |
| 26,0   | 0-14 ans     | 25,0   |

| Hommes | Classe d’âge | Femmes |
| ------ | ------------ | ------ |
| 0,6    | 90 ou +      | 1,8    |
| 6      | 75-89 ans    | 8,6    |
| 15,1   | 60-74 ans    | 16,4   |
| 19,4   | 45-59 ans    | 18,8   |
| 20,1   | 30-44 ans    | 19,3   |
| 19,2   | 15-29 ans    | 17,4   |
| 19,5   | 0-14 ans     | 17,6   |

### Enseignement

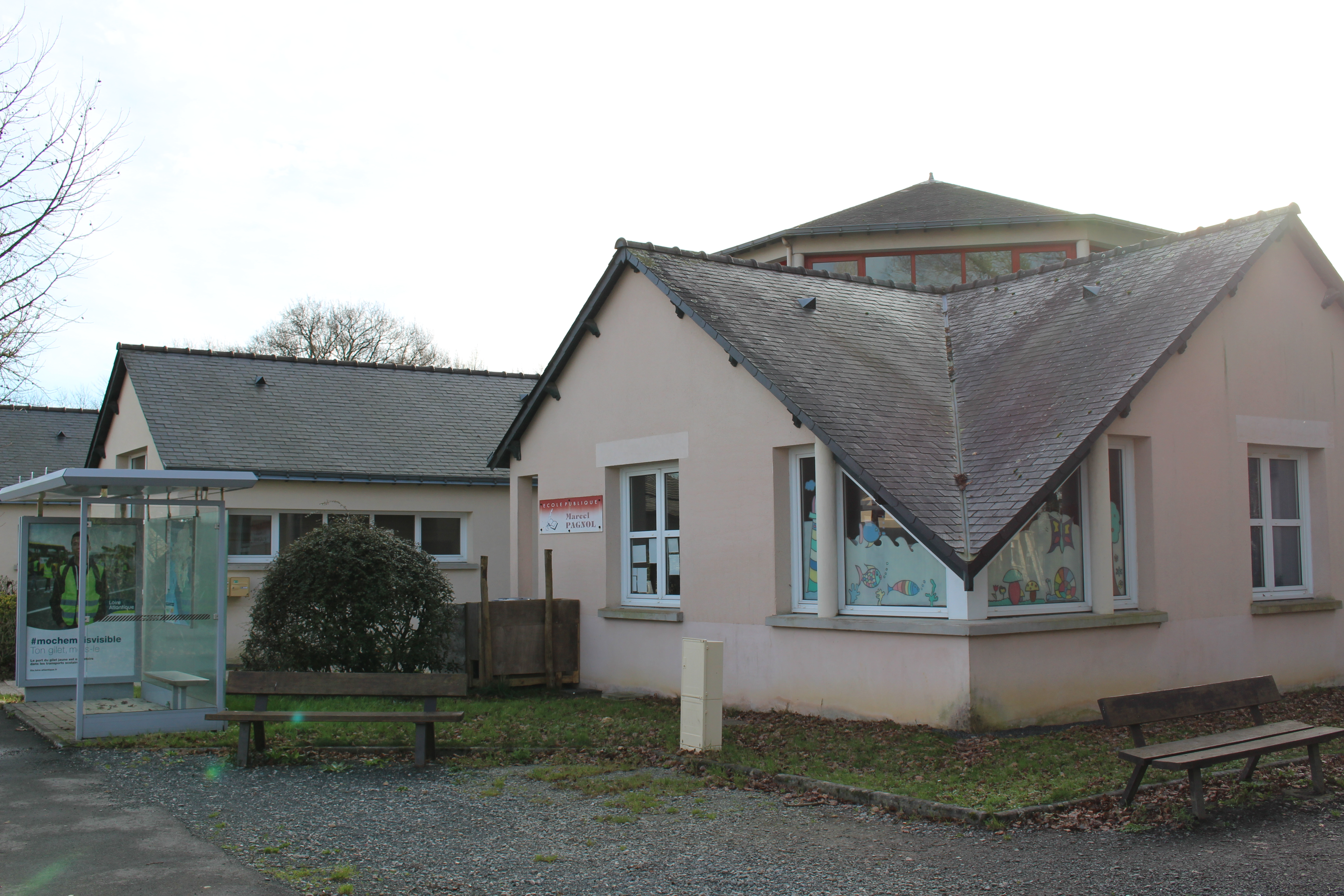
L'école publique.

Notre-Dame-des-Landes dépend de l'académie de Nantes. La commune abrite l'école primaire publique Marcel-Pagnol, et l'école primaire privée Sainte-Marie, qui fait partie de l'enseignement catholique. Les collèges et lycées les plus proches se trouvent à Blain et à Héric.
Un projet d'ouverture d'une école Diwan est lancé sur la commune de Notre-Dame-des-Landes en juin 2019 par des parents et des personnes ayant à cœur la langue bretonne[réf. nécessaire].
Les écoles Diwan [ˈdiwɑ̃n] font partie d'un réseau d'écoles associatives, gratuites et laïques où l'enseignement est dispensé en langue bretonne.

### Santé
En 2012, il y a un médecin généraliste et une infirmière installés à Notre-Dame-des-Landes. L'hôpital local le plus proche se situe à Nozay.

### Cultes
L'église Notre-Dame est destinée à la pratique de la religion catholique. Le territoire de la commune fait intégralement partie de la paroisse Notre-Dame de la Paix sur Isac, dans la zone pastorale Sillon, qui dépend du diocèse de Nantes (province ecclésiastique de Rennes).

## Économie

### Revenu fiscal
En 2010, le revenu fiscal médian par ménage était de 32 971,5 €, ce qui plaçait Notre-Dame-des-Landes au 9 231e rang parmi les 31 525 communes de plus de 40 ménages en métropole.

### Entreprises et exploitations
Selon l'Insee, au 31 décembre 2008, la commune comptait 118 entreprises : 40 dans l'agriculture, 3 dans l'industrie, 16 dans la construction, 50 dans le commerce, le transport et les services, et 9 dans l'administration. Ces entreprises sont petites et procurent 82 emplois salariés en 2010. Seule l'administration emploie plus de 9 salariés, la plupart de ces entreprises n'en emploient aucun.
L'agriculture a vu sa superficie exploitée rester constante entre 1988 et 2000 (de 2 963 à 2 917 hectares), tandis que le nombre d'élevages de volaille et de bovins était divisé par deux, tandis que le cheptel passait respectivement de 38 031 unités à 46 391, et de 4 351 unités à 3 227.

## Culture locale et patrimoine

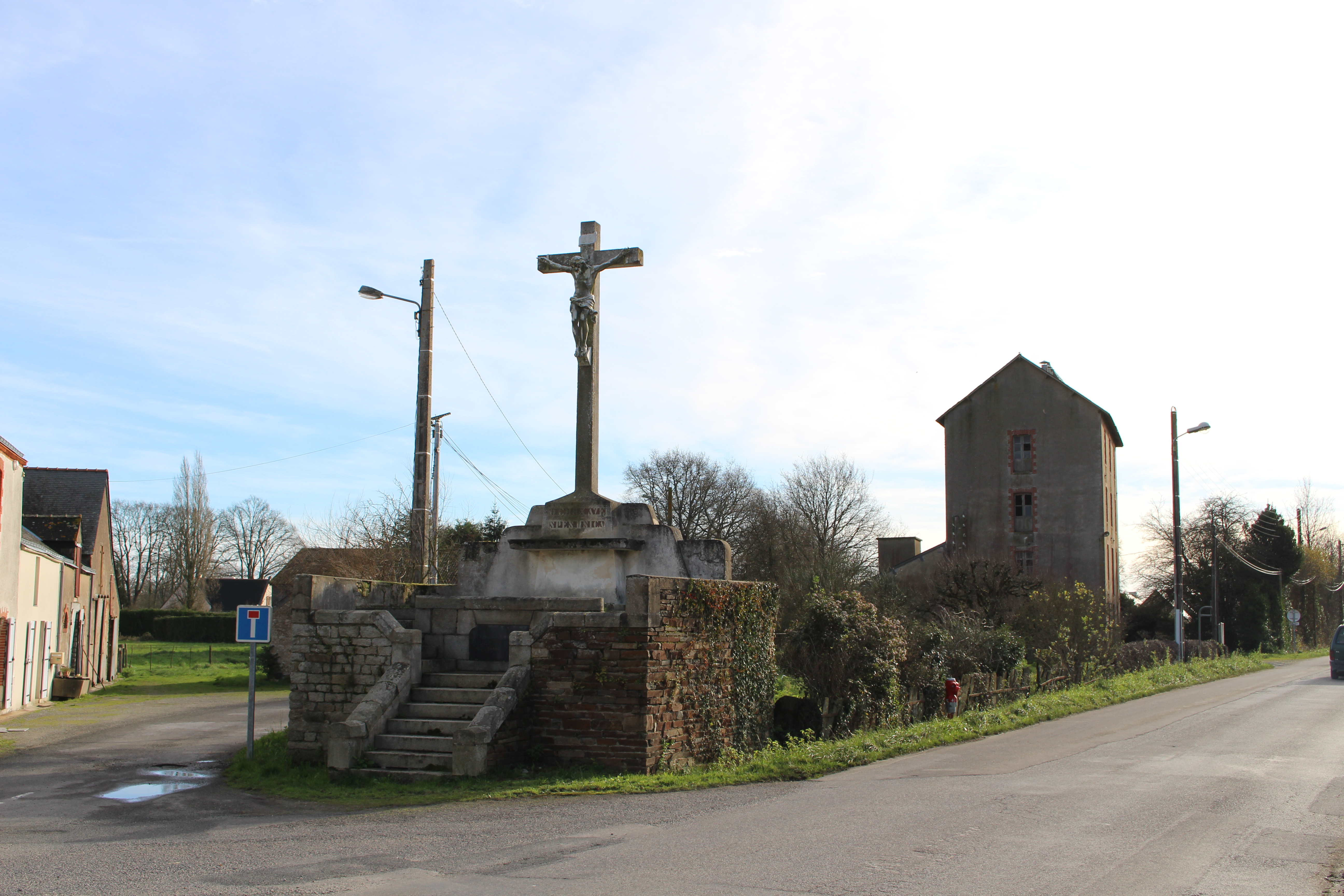
la croix Perroche.

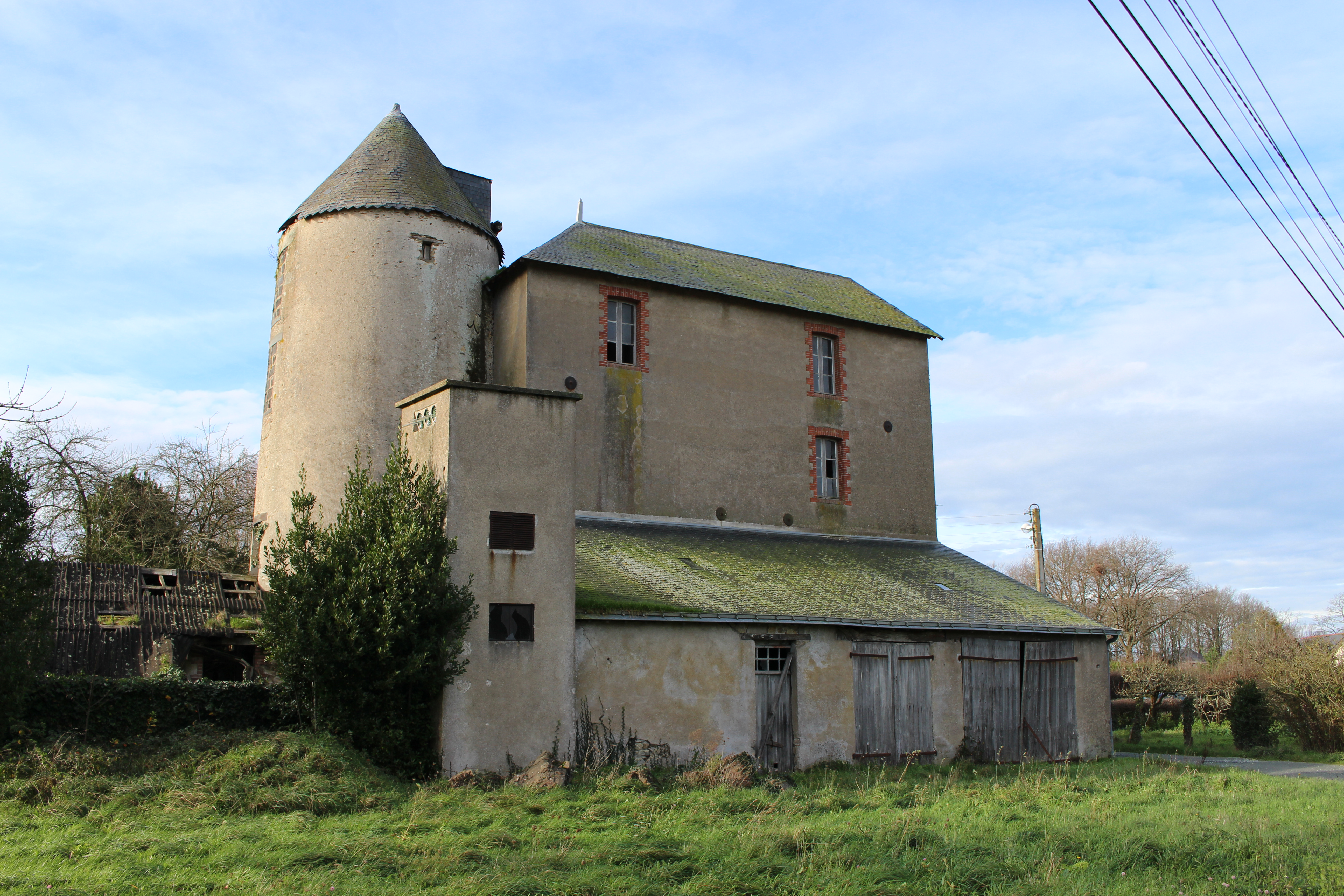
L'ancien moulin à vent.

### Lieux et monuments
La croix Perroche (XVIe siècle), situé sur la route de Nantes, est une croix d'Anjou en granit, encastrée depuis 1908 dans la base d'un calvaire. Cette croix serait la marque de la sépulture d'un chevalier inconnu, découvert lors des guerres de religion et inhumé par les villageois de la lande de la Primaudière. Le nom aurait évolué de Pierre-Roche à Perroche. Bâti le même siècle ou au XVIIe siècle, un ancien moulin à vent est également situé sur la commune. Autre ouvrage ancien, le four à pain de la Piclotais a été construit au XVIIIe  ou au  XVIIIe siècle.
La croix des quatre communes ou « croix des quatre paroisses » (1801), située à la Noë Verte, marquait à l'origine le point de jonction (ou quadripoint) entre Grandchamp-des-Fontaines, Treillières, Vigneux-de-Bretagne et Fay-de-Bretagne. Depuis la création de la commune de Notre-Dame-des-Landes, c'est de celle-ci que la croix des quatre communes marque la limite, même si la stèle, rénovée en 2000, porte toujours la référence à Fay.
L'église Notre-Dame-des-Landes, achevée en 1889, est due à l'architecte nantais Mathurin Fraboulet. Entre 1846 et 1854, un autre bâtiment avait été construit mais, en raison d'importants défauts de maçonnerie, avait dû être détruit en 1873. La minoterie, construite en 1923, a fermé en 1970.

### Patrimoine naturel
La commune compte deux zones naturelles d'intérêt écologique, faunistique et floristique de type I :
- les bois et landes de Rohanne et des Fosses Noires, 47 hectares ;
- les bois, landes et bocage au Sud-Ouest de Notre Dame-des-Landes, 154 hectares.

La commune est située en grande partie dans la zone naturelle d'intérêt écologique, faunistique et floristique de type II : la zone bocagère relictuelle d'Héric et de Notre-Dame des Landes.

### Héraldique
| Notre-Dame-des-Landes | Tiercé en pairle renversé : au premier, d'argent à une feuille de chêne de sinople ; au deuxième, de sinople à la Vierge d'argent portant l'Enfant Jésus du même mantelé d'or ; au troisième, d'or à la fleur de bruyère de gueules ; le tout sommé d'un chef parti : au premier, de sable à la molette d'or, et au second, d'argent à une moucheture d'hermine de sable. La commune, succursale de Fay-de-Bretagne (symbolisée par l'hermine) et d'Héric (symbolisée par la molette), possède de nombreux bois (symbolisés par la feuille) et de landes (symbolisées par la bruyère). La moucheture d'hermine évoque le blasonnement d'hermine plain de la Bretagne, rappelant l'appartenance passée de la ville au duché de Bretagne. Blason conçu par M. Masselin (délibération municipale du 11 janvier 1990). |